# 356P/WISE
356P/WISE, komet Jupiterove obitelji